# MEPIS
MEPIS era o distribuție de Linux bazată pe Debian. 

## Succesori
antiX, o distribuție rapidă și ușoara, inițial se baza pe MEPIS pentru sistemele x86  și optimizată pentru calculatoare vechi. Acuma se bazează pe Debian Stable.
MX Linux, o distribuție medie dezvoltată ca o colaborare dintre antiX și fosta comunitate MEPIS. MX se bazează pe Debian Stable.